# Ampelisca zamboangae
Ampelisca zamboangae är en kräftdjursart. Ampelisca zamboangae ingår i släktet Ampelisca och familjen Ampeliscidae. Inga underarter finns listade i Catalogue of Life.